# Засоби масової інформації Сан-Томе і Принсіпі
Засоби масової інформації Сан-Томе і Принсіпі включають телекомунікації, телебачення і радіо.

## Телебачення та радіо
У 1997 році в країні налічувалося близько 38 000 радіоприймачів і 23 000 телевізорів. Найменше телевізорів було в Принсіпі, а Ільєу-дас-Ролас був останнім населеним пунктом, де не було телебачення. Трансляції ведуться португальською мовою з деякими трансляціями креольською мовою. У Нголі (анголарська креольська) та Лунгуйє (креольська мова Принсіпі) мовлення відсутнє.
Є кілька телевізійних станцій, найстарішою з яких є громадський канал TVS, який протягом багатьох років був єдиною національною станцією. Нещодавно країна отримала TV CPLP, і деякі з його програм транслюються, мережа вперше вийшла в ефір у 2016 році.
Серед загальнонаціональних радіостанцій — RNSTP (Національне радіо Сан-Томе і Принсіпі) та RDP África. У Принсіпі також є своя радіостанція.

## Інтернет
Пошуковий провайдер — Google STP, який нещодавно з'явився. У країні немає інших провайдерів, навіть власних.

## Газети
Найпопулярнішою газетою є «Téla Nón», яка видається португальською мовою з кількома статтями, написаними мовою форро (можливо, це єдина газета). У перші роки свого існування вона була переважно єдиною газетою в країні, сьогодні існує близько 3 газет. Двома іншими основними мовами, нгола (ангольська креольська) та прінсіпенська креольська, нічого не друкується.